# Eumorpha phorbas
Eumorpha phorbas é uma espécie de mariposa neotropical da família Sphingidae, descrita por Pieter Cramer em 1775. É uma mariposa de grande porte, notável pela sua coloração dorsal em tons de verde e rosa, que a distingue facilmente de outras espécies do gênero Eumorpha.

## Descrição morfológica
A envergadura alar de Eumorpha phorbas varia entre 100 e 110 milímetros. As asas anteriores são de um verde-oliva profundo, com uma grande área rosa-pálido ou lilás que se estende da base até a margem interna. As asas posteriores são predominantemente rosadas com uma borda escura. O tórax e o abdômen são verdes, com listras laterais rosadas, complementando a coloração das asas.
A lagarta é verde ou marrom, com uma série de ocelos (manchas em forma de olho) laterais que servem para intimidar predadores. O corno caudal é longo e fino nos estágios iniciais, sendo substituído por uma pequena protuberância no último instar.
A pupa é de cor castanho-escura e se desenvolve no solo.

## Distribuição e habitat
Eumorpha phorbas é encontrada do México à América do Sul, incluindo Belize, Guatemala, Honduras, Nicarágua, Costa Rica, Panamá, Colômbia, Equador, Peru, Bolívia, Guiana, Suriname, Guiana Francesa e Brasil. No Brasil, a espécie é comum na Região Amazônica e em áreas de Mata Atlântica. Há registros de sua presença no estado do Maranhão, principalmente em áreas de floresta úmida.
Seu habitat preferencial são as florestas tropicais de baixa altitude, tanto primárias quanto secundárias.

## Biologia e ecologia

### Alimentação
Os adultos são noturnos e se alimentam do néctar de flores, sendo atraídos por espécies com corolas longas e perfumadas. São voadores ágeis e podem ser vistos pairando em frente às flores, de forma semelhante a um beija-flor.
As lagartas de Eumorpha phorbas alimentam-se de plantas da família Onagraceae, com preferência por espécies do gênero Ludwigia.

### Ciclo de vida
A espécie possui múltiplas gerações por ano nas regiões tropicais. As fêmeas depositam seus ovos verdes e esféricos nas folhas da planta hospedeira. O ciclo de vida completo, de ovo a adulto, pode durar vários meses, variando conforme as condições de temperatura e umidade.